# Caroline Bonaparte
Marie-Annonciade "Caroline" Bonaparte, född 25 mars 1782 i Ajaccio, död 18 maj 1839 i Florens, var en drottning och tidvis regent av Neapel. Hon var dotter till Carlo Buonaparte och Laetitia Ramolino och yngsta syster till Napoleon I. Hon blev drottning av Neapel då hennes make utnämndes till kung. Hon fungerade som Neapels regent under makens frånvaro 1812–1813, en andra gång 1813 och en tredje gång 1814. 

## Biografi

### Tidigt liv
Caroline fick en konventionell utbildning i klosterskola. Hon mötte general Joachim Murat år 1797 och blev förälskad i honom, men Napoleon var ovillig att låta henne gifta sig med honom. Han sände henne i stället till en fransk flickskola, L'institution nationale de Saint-Germain. Hennes bror Napoleon kallade henne en gång för det syskon som påminde mest om honom själv. 
1798 uppmanade Napoleon henne att dela i sällskapslivet. Hon återsåg Murat och lyckades slutligen övertala Napoleon att få gifta sig med honom. Den 20 januari 1800 gifte hon sig borgerligt med general Joachim Murat. I äktenskapet föddes fyra barn. Efter bröllopet följde hon honom till hans kommenderingar i Italien. År 1802 gifte paret om sig i en kyrklig ceremoni i Paris. Paret bosatte sig 1803 i Paris, när Murat fick posten som stadens guvernör. 
När Napoleon blev kejsare år 1804, krävde Caroline och hennes systrar framgångsrikt att få titeln kejserlig prinsessa. Hon bosatte sig i Elyséepalatset och deltog i societetslivet. När Napoleon delade ut titlar till sin familj år 1806 blev maken hertig i det nyskapade hertigdömet Berg i Tyskland. Caroline var dock fortsatt bosatt i Paris.

### Drottning av Neapel
År 1808 utsågs Murat till kung av Neapel. Enligt utnämningens villkor skulle Caroline få behålla ställningen som drottning även efter hennes makes död. 
Hon lät renovera de kungliga slotten och anlägga nya trädgårdar. Hon grundade och utvecklade sidenindustrin, bomullsindustrin och tillverkningen av ornament av koraller. Hon intresserade sig för utgrävningarna vid Pompeji och gynnade det växande klassiska modet för möbler. Hon gynnade också franska konstnärer i Neapel och fransk konst, mat och mode. Hon intresserade sig för kvinnors utbildning och grundade en skola för flickor. 
Caroline fungerade som ställföreträdande regent i Neapel fyra gånger under makens frånvaro: under hans fälttåg i Ryssland 1812–1813, under hans fälttåg i Tyskland 1813, under kriget mot Napoleon 1814, och vid Napoleons återkomst 1815. Caroline kände inte till att maken bytte sida och slöt förbund med Österrike mot Napoleon 1814, men stödde det när hon meddelades saken. Överenskommelsen gjorde att paret fick behålla Neapel efter Napoleons fall 1814. 
När Napoleon återkom till makten under de hundra dagarna 1815, avrådde hon förgäves Murat från att ansluta sig till Napoleon, och lämnades sedan som regent i Neapel när maken avreste för att hjälpa Napoleon, som snart besegrades. Murat förlorade därmed Neapel.      

### Senare liv
Vid engelsmännens anfall mot Neapel i maj 1815 lät hon utrymma staden och ställde sig under beskydd av den österrikiske kejsaren. Caroline och de fyra barnen fördes av en brittisk flotta till det österrikiska Trieste som fångar. Samma år dog hennes make. Hon fördes till Wien med sina barn, där de bosatte sig på slottet Frohsdorf. Hon antog namnet "grevinnan av Lipona", ett anagram av Napoli.  
1824 bosatte Caroline sig i Trieste och 1832 i Florens. Hon gifte sig 1830 i hemlighet med general Frans MacDonald.

## Barn
1. Napoleon Achille Murat (född 1801, död 1847 i Florida; författare till flera arbeten över den amerikanska statsförvaltningen)
2. Laetitia Murat (1802-1859)
3. Napoleon Lucien Charles Murat (1803-1878; prins av Pontecorvo, en tid föreståndare för en nordamerikansk flickpension; från 1848 medlem av franska nationalförsamlingen; hans son Louis Napoleon Murat (1815-1912) var 1872-1873 underlöjtnant vid Livgardet till häst hos Karl XV av Sverige)
4. Louise Julie Murat (1805-1889)